# Pavonita
La pavonita és un mineral de la classe dels sulfurs que pertany i dona nom al grup de la pavonita. Rep el nom del llatí pavo (= paó) en honor de Martin Alfred Peacock [15 de gener de 1898 Edimburg, Escòcia - 30 d'octubre de 1950 Toronto, Canadà], mineralogista i cristal·lògraf canadenc, professor de mineralogia (1937-1950) de la Universitat de Toronto, per les seves contribucions a l'estudi dels minerals sulfosals, que van culminar amb l'Atlas of X-Ray Data publicat pòstumament.

## Característiques
La pavonita és una sulfosal de fórmula química AgBi₃S₅. Cristal·litza en el sistema monoclínic. La seva duresa a l'escala de Mohs és 2.
Segons la classificació de Nickel-Strunz, la pavonita pertany a «02.JA: Sulfosals de l'arquetip PbS, derivats de la galena amb poc o gens de Pb» juntament amb els següents minerals: benjaminita, borodaevita, cupropavonita, kitaibelita, livingstonita, makovickyita, mummeïta, grumiplucita, mozgovaïta, cupromakovickyita, kudriavita, cupromakopavonita, dantopaïta, cuprobismutita, hodrušita, padĕraïta, pizgrischita, kupčikita, schapbachita, cuboargirita, bohdanowiczita, matildita i volynskita.

## Formació i jaciments
Va ser descoberta a la mina Bolivar, situada a Cerro Bonete, a la província de Sud Lípez (Potosí, Bolívia). Tot i tractar-se d'una espècie poc habitual ha estat descrita en tots els continents del planeta a excepció de l'Antàrtida.